# Chloroclystis admixtaria
Chloroclystis admixtaria är en fjärilsart som beskrevs av Walker 1862. Chloroclystis admixtaria ingår i släktet Chloroclystis och familjen mätare. Inga underarter finns listade i Catalogue of Life.